# Adalbert II. von Walderdorff

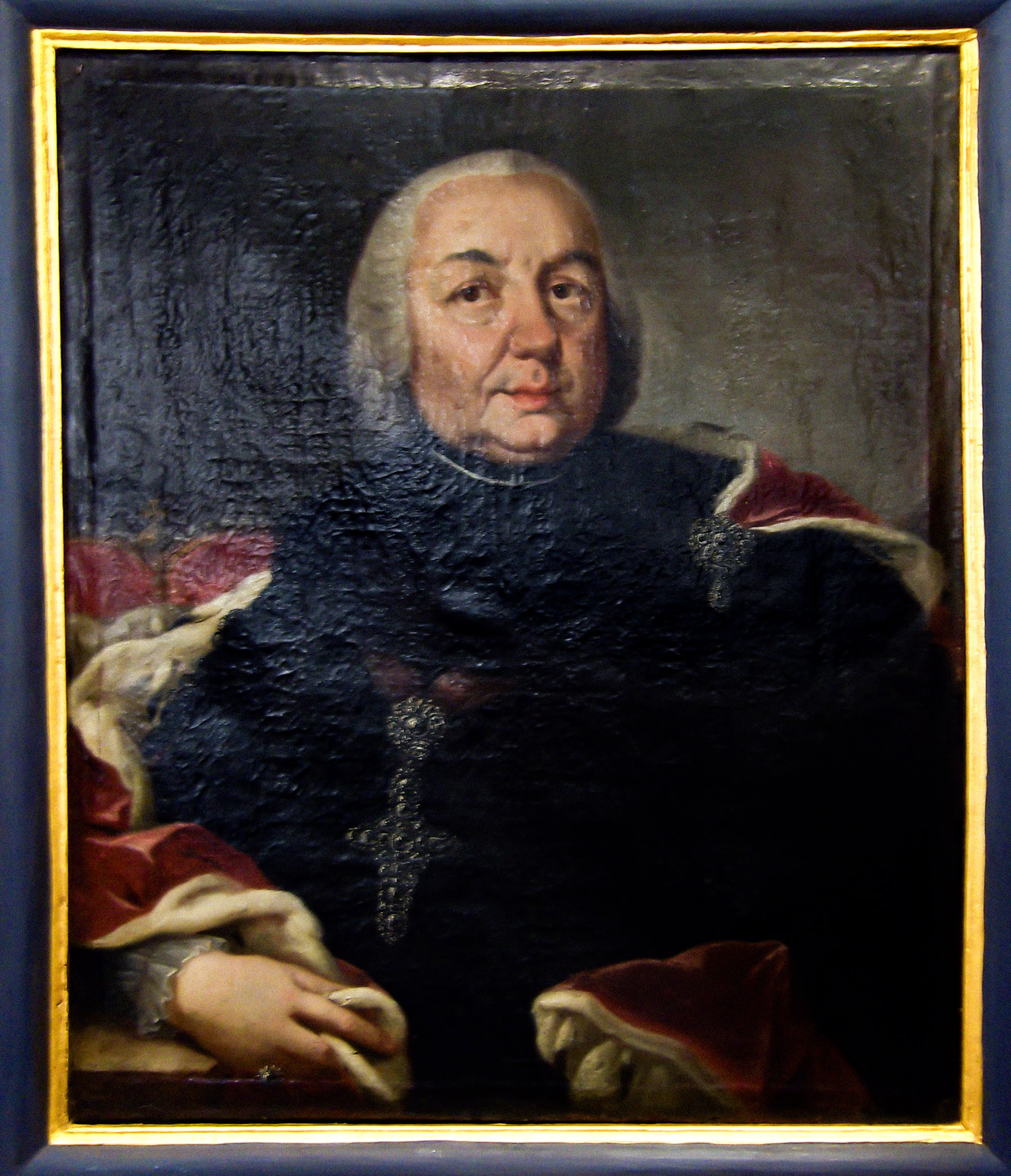
Porträt um 1758, gemalt von Johann Andreas Herrlein

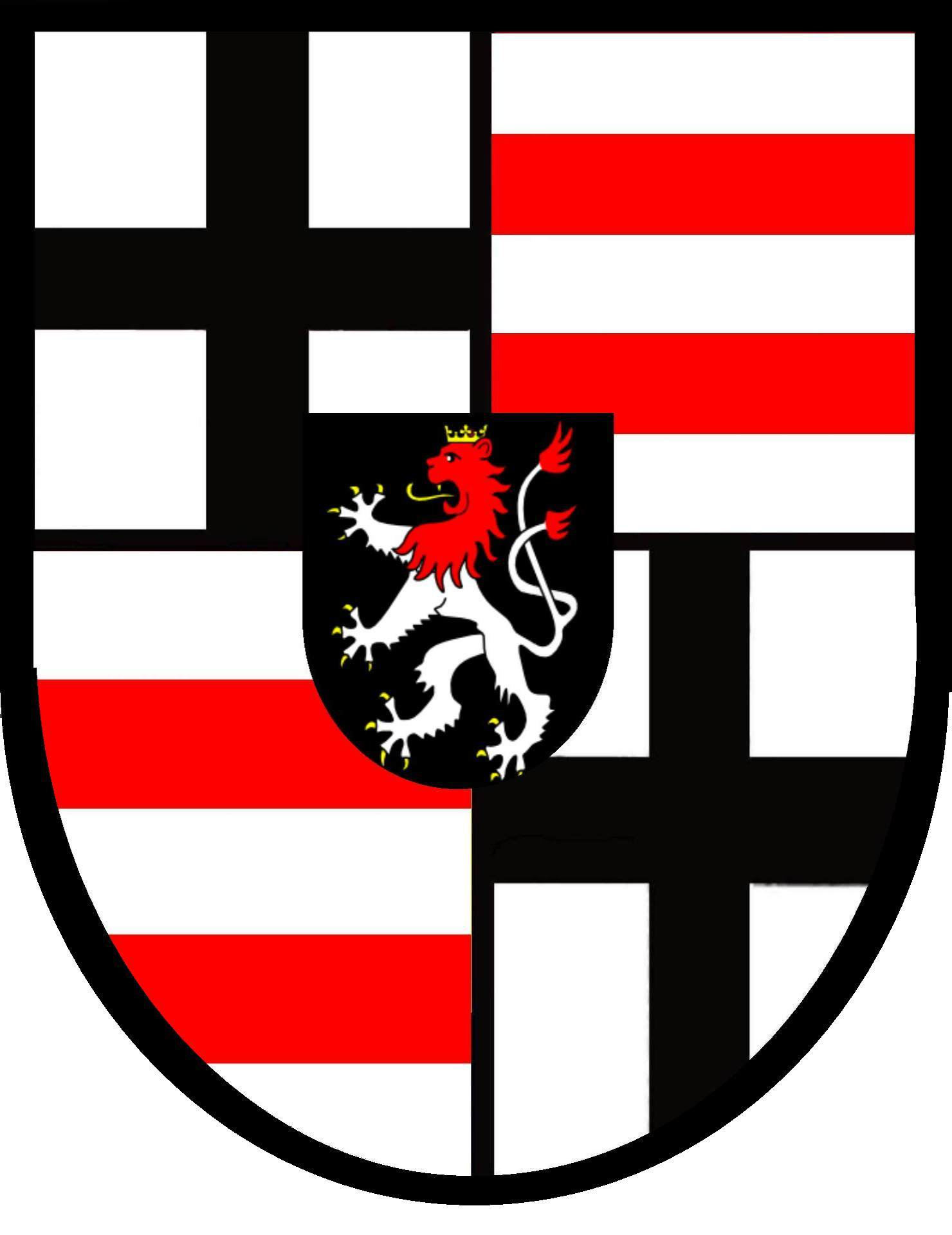
Wappen des Fürstbischofs von Fulda

Adalbert von Walderdorff OSB (* 29. August 1697 in Molsberg; † 17. September 1759 auf dem Johannesberg im Rheingau) war ein römisch-katholischer Geistlicher und Fürstbischof von Fulda.

## Leben
Adalbert von Walderdorff wurde 1723 zum Kapitel des Stifts Fulda zugelassen und bekam gleichzeitig die Verwaltung des 1716 von Fulda erworbenen ehemaligen Klosters Johannisberg im Rheingau übertragen, wo 1717–23 das Schloss errichtet worden war. Er war Propst in Blankenau von 1735 bis 1757. An seine Tätigkeit dort erinnert der Orgelprospekt in der Blankenauer Klosterkirche und sein Wappen über dem Kellereingang der ehemaligen Amtswirtschaft (Gastwirtschaft „Zum Löwen“) an der Einmündung der nach ihm benannten Straße in die Lüdertalstraße in Blankenau. Zwei Glocken des Blankenauer Geläutes, die sein Wappen tragen, wurden von ihm gestiftet. Ein Bildnis von ihm befindet sich in den Diensträumen des in der ehemaligen Propstei Blankenau befindlichen katholischen Pfarramtes von Blankenau.
Von 1757 bis 1759 war er Fürstabt und Bischof von Fulda. Die Wahl zum Fürstbischof erfolgte am 17. Januar 1757 mit Stimmenmehrheit als Adalbert II. Er wurde damit Nachfolger von Amand von Buseck. Sein Bruder war Johann IX. Philipp von Walderdorff, Erzbischof und Kurfürst von Trier.